# Parataenius simulator
Parataenius simulator é uma espécie de insetos coleópteros polífagos pertencente à família Aphodiidae.
A autoridade científica da espécie é Harold, tendo sido descrita no ano de 1868.
Trata-se de uma espécie presente no território português.